# Коврижных, Лев Михайлович
Лев Михайлович Коврижных (12 сентября 1931 — 5 июля 2021, Москва) — советский и российский физик, лауреат Ленинской премии (1984).

## Биография
Окончил физический факультет МГУ (1954).
В Физическом институте АН СССР (ФИАН): инженер (1955—1959), младший научный сотрудник (1959—1963), старший научный сотрудник (1963—1975), заведующий сектором (1975—1983).
С 1983 года заведует лабораторией в Институте общей физики им. А. М. Прохорова (ИОФАН). В настоящее время (2015) — зав. отделом физики плазмы сектора теории плазмы.
Кандидат (1961), доктор (1968) физико-математических наук. Профессор. Заместитель главного редактора журнала «Физика плазмы».

## Основные работы
- Л. М. Коврижных, Д. П. Костомаров, Д. Ю. Сычугов, С. В. Щепетов, «Свойства структур магнитных поверхностей в плазме», Дифференц. уравнения, 25:6 (1989), 983—989 mathnet mathscinet; L. M. Kovrizhnykh, D. P. Kostomarov, D. Yu. Sychugov, S. V. Shchepetov, «Properties of the structures of magnetic surfaces in plasma», Differ. Equ., 25:6 (1989), 713—718
- Л. М. Коврижных, В. Н. Цытович, «О взаимодействии интенсивного высокочастотного излучения с плазмой», Докл. АН СССР, 158:6 (1964), 1306—1309
- Л. М. Коврижных, Е. Е. Ловецкий, А. А. Рухадзе, В. П. Силин, «Гидродинамические колебания неоднородной плазмы низкого давления в магнитном поле», Докл. АН СССР, 149:5 (1963), 1052—1055

Редактор изданий:
- Вопросы физики плазмы и плазменной электроники [Текст] / отв. ред. Л. М. Коврижных. — М. : Наука, 1985. — 221 с. : ил.; 26 см. — (Тр. Физ. ин-та им. П. Н. Лебедева / АН СССР; Т. 160).
- Генерация нелинейных волн и квазистационарных токов в плазме : Сб. науч. тр. / Отв. ред. Л. М. Коврижных. — М. : Наука, 1988. — 165,[3] с. : ил.; 24 см. — (Тр. Ин-та общ. физики / АН СССР, ISSN ISSN 0233-9390; Гл. ред. А. М. Прохоров).; ISBN 5-02-000751-X :
- Магнитное пересоединение в двумерных и трехмерных конфигурациях / Отв. ред. Л. М. Коврижных. — М. : Наука : Изд. фирма «Физ.-мат. лит.», 1996. — 193,[2] с. : ил.; 24 см. — (Труды Института общей физики / Рос. акад. наук, ISSN ISSN 0233-9390; Гл. ред. А. М. Прохоров).; ISBN 5-02-015228-5

## Награды
Лауреат Ленинской премии (1984) — за цикл работ «Теория термоядерной тороидальной плазмы» (1959—1980). Награждён орденом Дружбы (2002).